# Södra Finnö
Södra Finnö är en av de större öarna i Sankt Annas skärgård. 
Ön är sammanbunden med fastlandet via vägbro över Finntarmen. På Södra Finnö finns gårdarna och byarna Finnö by, Slättö, Sundö och Getterö. Getterö tillhör Gryts socken, allt det övriga Sankt Anna socken. Väg 818 leder ut till Södra Finnö över en bro över Finntarmen. Vägen ansluter till länsväg 210 vid Hösterum.